# Anxo Pintos
Anxo Lois García Pintos (Vigo, 3 de marzo de 1968) es un compositor y músico multinstrumentista gallego.

## Trayectoria

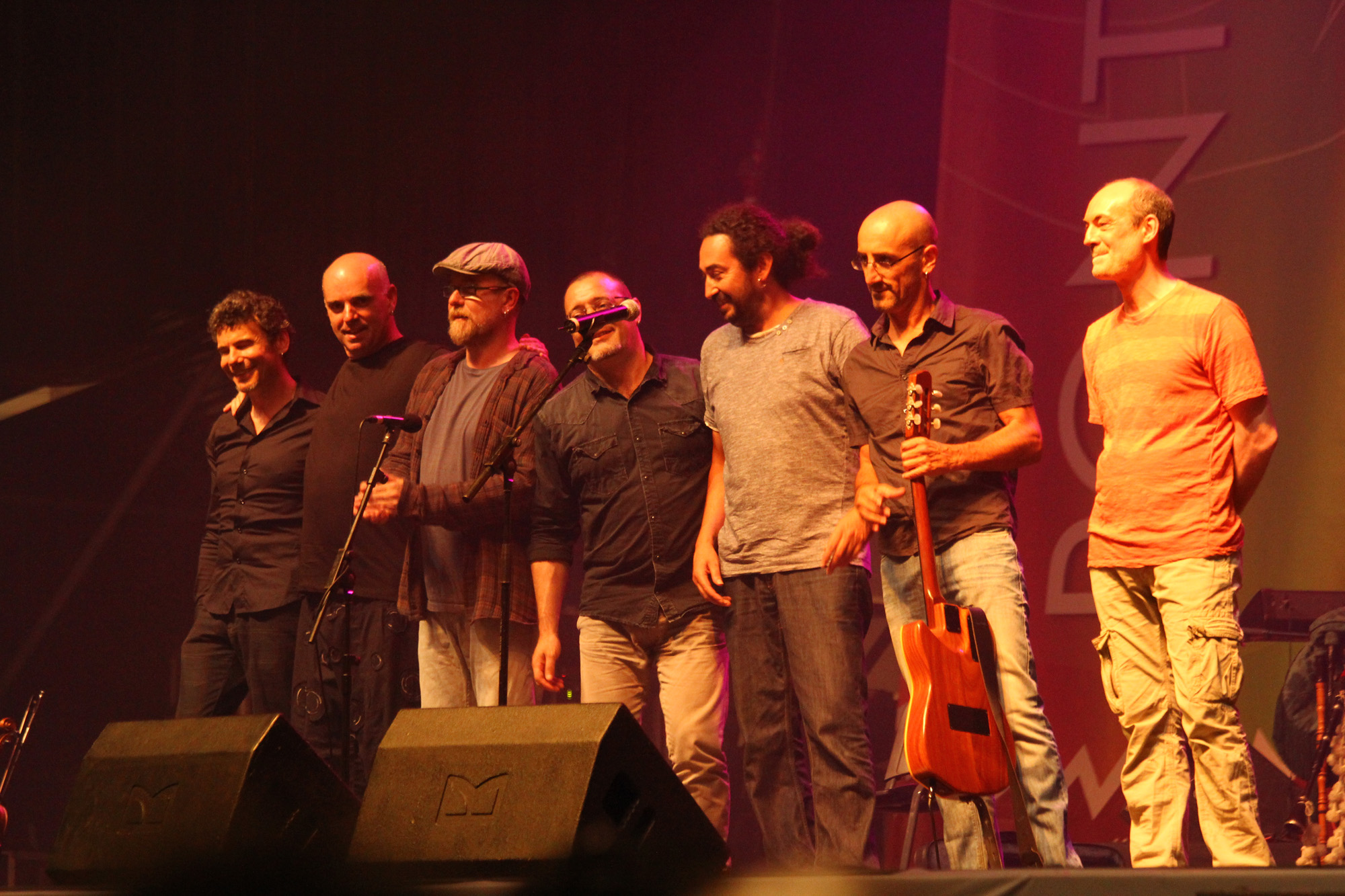
Anxo Pintos con el grupo gallego Berrogüetto.

Anxo Pintos es hermano de los también músicos Silvia Superstar y Gael Pintos. Inició sus estudios musicales a los ocho años, asistiendo al Conservatorio Superior de Música de Vigo y al Taller de Instrumentos Musicales Populares de Galicia que dirigía Antón Corral. Con esta formación, se consolidó como un instrumentista que ejecuta gaita, zanfona, dulcero, violín, saxo soprano y flauta.
Cofundador del grupo de gaitas Alfolíes, del Grupo Educativo de Instrumentos Musicales Populares de Galicia, de la Banda de Gaitas Xarabal, del grupo Matto Congrio y de Berrogüetto, en 1995. Luego de la disolución de este último grupo, fundó el trío Lizgairo, junto a Rodrigo Romaní y Xosé Liz. Además, ha colaborado referentes de la música de Galicia como Milladoiro, Los Caciques, Los Piratas, Rodrigo Romaní, Susana Seivane, Mercedes Peón, Uxía, Chouteira, Pilocha, Antón Seoane, o Quico Comesaña en el espectáculo dramático La isla de las mujeres locas, de Alfonso Pexegueiro .
Fue profesor de zanfona durante once años en el Departamento de Música Tradicional de la Escuela de Artes y Oficios de Vigo. Actualmente es presidente de la Fundación SondeSeu, y alterna su labor como profesor de zanfona en E-Trad (Escuela Municipal de Música Folclórica y Tradicional de Vigo) con la de coordinador de la sección de zanfona de la Escuela Folklórica Gallega " SondeSeu ". Orquesta.

## Trabajos de grabación

### Obras publicadas con Berrogüetto
- Navicularia (1996)
- A cantar con Xabarín (1998)
- Cantigas de Nadal (1999)
- Viaxe por Urticaria (1999)
- Hepta (2002)
- 10.0 (2006)
- Kosmogonías (2010)
- O pulso da terra (2011)

### Obras publicadas con Matto Congrio
- Matto Congrio (1993)

### Obras publicadas con Lizgairo
- Diacronías (2008)

### Obras publicadas con SonDeSeu
- Mar de Vigo.
- Trastempo
- Barlovento (2010).

## Premios

### Con Berrogüetto
- Preis Der Deutschen Schallplattenkritik, premio de la crítuca alemana al mejor grupo de folk, 1997.
- Eiserner Eversteiner, premio europeo de música, 1998.
- Premio Asociación Galega de Produtoras Independientes a la mejor banda sonora por la película A rosa de pedra,1999.
- Premio La Opinión otorgado por la crítica gallega al mejor álbul gallego, 2002.
- Finalista del premio al mejor álbum gallego en la VI Edición de los Premios de la Música, otorgado por la Academia de las Artes y las Ciencias de la Música,  2002.
- Preis Der Deutschen Schallplattenkritik, premio de la crítica alemana al mejor grupo de folk, 2002.
- Nominado por la Academia Latina de Artes y Ciencias de la Grabación a la 3ª edición de los Premios Grammy Latinos por la categegoría Mejor álbum de música folk, 2002.
- Preis Der Deutschen Schallplattenkritik, premio de la crítica alemana al mejor disco de World Music por 10.0, 2007.
- Premio La Opinión otorgado por la crítica gallega al mejor álbum gallego, 2007.
- Finalista del premio al mejor álbum gallego en la Edición de los Premios de la Música, otorgado por la Academia de las Artes y las Ciencias de la Música,  2007.
- Premio a la mejor canción gallega en la XV Edición dos Premios da Música, otorgado por la Academia de las Artes y las Ciencias de la Música, 2011.

### Otros premios
- Premio Opinión al mejor disco gallego de 2009, con Lizgairo.[3][4]
- Premio Opinión al mejor disco gallego de 2011, con SonDeSeu.[5]